# Sóc lớn nâu bạc
Sóc lớn nâu bạc, tên khoa học Ratufa affinis, là một loài sóc cây lớn trong chi Ratufa tìm thấy tại Brunei, Indonesia, Malaysia, và Thái Lan. Nó có lẽ là tuyệt chủng ở Singapore. Báo cáo nhìn thấy ở Việt Nam vào năm 1984 được coi là đáng ngờ.

## Môi trường sống
Loài này là loài sóc khổng lồ duy nhất ở Borneo (nơi khác phân bố của nó trùng với loài sóc khổng lồ đen). Đây là một trong những loài động vật có vú được tìm thấy trong khu bảo tồn rừng Belum-Temengor rộng lớn ở bang Perak của Malaysia, trên bán đảo Malay.
Sóc lớn nâu bạc sinh sống trong các khu rừng thấp và rừng thứ sinh, thường xuyên có cây khộp. Sóc lớn nâu bạc hiếm khi vào các đồn điền hoặc khu định cư, thích rừng. Mặc dù loài sóc này chủ yếu sinh sống ở tán rừng phía trên, nhưng đôi khi nó sẽ xuống đất để săn mồi hoặc để vượt qua những khoảng trống trên cây.

## Hành vi
Loài này là loài sinh hoạt ban ngày, hoạt động trong suốt buổi sáng và buổi tối. Chúng sinh sống theo cặp hoặc một mình. Khi nó tức giận hoặc bị sốc, nó sẽ phát ra âm thanh lớn có thể nghe được từ xa.
Mặc dù loài sóc này thường tạo ra các lỗ trên cây để trú ẩn, nhưng trong mùa sinh sản, chúng tạo ra một tổ sóc hình cầu lớn trong các nhánh cây, có kích thước gần bằng tổ một con đại bàng. Sóc non được sinh ra và lớn lên trong tổ này.
Các thói quen ăn loài sóc này là hạt, nó bổ sung bằng lá, quả, quả hạch, vỏ cây, côn trùng và trứng. Chúng có một ngón tay cái rất ngắn mà nó dùng để giữ và kiểm soát thức ăn của nó trong khi ăn.
Không giống như những con sóc cây khác, loài sóc này không ngồi thẳng với cái đuôi cong trên lưng trong khi kiếm ăn; thay vào đó, nó tự giữ thăng bằng với chân sau trên cành cây để tay có thể tự do kiểm soát thức ăn. Ở vị trí này, trục của thân sóc được giữ ở góc phải với giá đỡ, với đầu và thân ở một bên của nhánh và đuôi là đối trọng ở phía bên kia.

## Hình ảnh

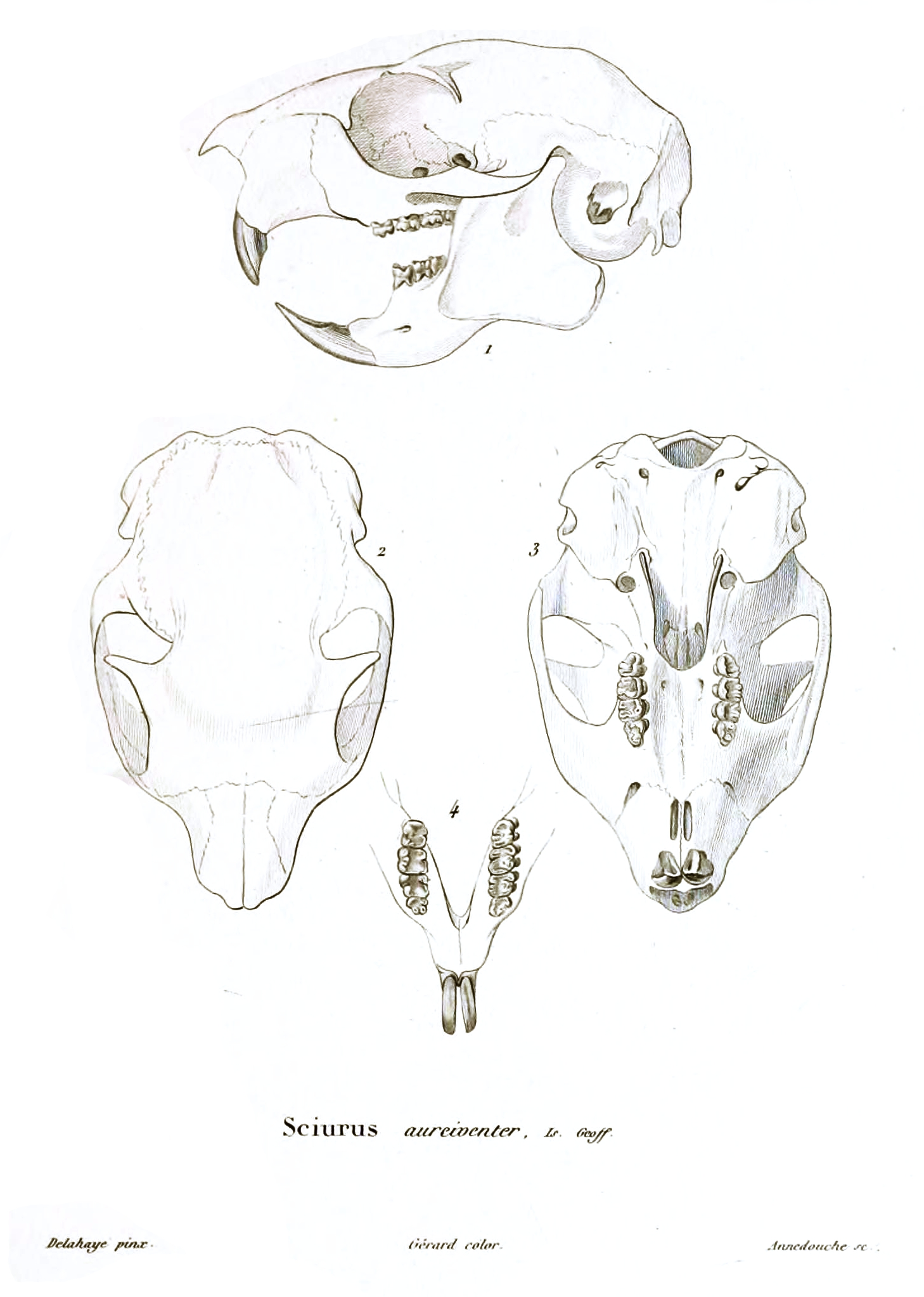

## Các phân loài
- R. a. affinis
- R. a. bancana
- R. a. baramensis
- R. a. bunguranensis
- R. a. cothurnata
- R. a. ephippium
- R. a. hypoleucos
- R. a. insignis
- R. a. polia